# Harald Strand Nilsen
Harald Christian Strand Nilsen (Gjøvik, 7 de mayo de 1971) es un deportista noruego que compitió en esquí alpino.
Participó en dos Juegos Olímpicos de Invierno, en los años 1994 y 1998, obteniendo una medalla de bronce en Lillehammer 1994, en la prueba combinada.
En la Copa del Mundo consiguió seis podios en total.

## Palmarés internacional
| Juegos Olímpicos | Juegos Olímpicos      | Juegos Olímpicos  | Juegos Olímpicos |
| Año              | Lugar                 | Medalla           | Prueba           |
| ---------------- | --------------------- | ----------------- | ---------------- |
| 1994             | Lillehammer (Noruega) | Medalla de bronce | Combinada        |